# Guy Luzon
Guy Luzon (Hebreeuws: גיא לוזון) (Petach Tikwa, 7 augustus 1975) is een Israëlische voetbalcoach en gewezen voetballer.

## Carrière
Guy Luzon had een bescheiden carrière als speler. Op 17-jarige leeftijd maakte hij bij Maccabi Petach Tikwa de overstap van de jeugd naar het eerste elftal. Na vier seizoenen werd hij wegens een ernstige blessure verplicht een punt te zetten achter zijn spelerscarrière.
Luzon stortte zich nadien op een carrière als voetbalcoach. Hij kreeg bij Maccabi Petach Tikwa de kans om jeugdtrainer te worden. Bij die club waren zijn ooms Amos en Isaac Luzon respectievelijk voorzitter en hoofd van de jeugdafdeling. In het seizoen 2001/02 volgde hij Eli Ohana op als hoofdcoach. Onder zijn leiding werd de club in 2005 vicekampioen. In het volgende seizoen overleefde Maccabi Petach Tikwa voor het eerst de voorrondes van de UEFA Cup.
In 2007 volgde Luzon zijn collega Nir Levine op bij Hapoel Tel Aviv. Hij tekende er een driejarig contract. In zijn eerste maanden als coach nam hij met Hapoel Tel Aviv deel aan de UEFA Cup. De club zat in de groep van onder meer RSC Anderlecht en eindigde als laatste. Ook in de competitie draaide het elftal niet goed. Op 25 november 2007, na een nederlaag tegen Maccabi Haifa, werd Luzon aan de deur gezet. Nog tijdens het seizoen 2007/08 keerde hij terug naar Maccabi Petach Tikwa, waar hij na een reeks nederlagen op 6 april 2008 eveneens ontslagen werd.
Op 12 juni 2008 werd Luzon, die bekendstaat als een vurige trainer, voorgesteld als nieuwe coach van Bnei Jehoeda. De club werd vijfde en greep naast een Europees ticket. Maar omdat Beitar Jeruzalem niet kon deelnemen aan de UEFA Europa League, mocht Bnei Jehoeda als vervanger alsnog Europa in. De club werd in de laatste voorronde uitgeschakeld door PSV. Dat seizoen verloor Bnei Jehoeda ook de bekerfinale na een 3-1 nederlaag tegen zijn ex-club Hapoel Tel Aviv.
Op 4 augustus 2010 ging hij aan de slag bij de Israëlische voetbalbond, waar zijn oom Avi Luzon op dat ogenblik voorzitter was. De 35-jarige coach kreeg de leiding over het Israëlisch voetbalelftal onder 21.
Op 27 mei 2013 werd hij aangesteld als de nieuwe trainer van Standard Luik. Oorspronkelijk was hij in beeld bij tweedeklasser Sint-Truiden, de ex-club van Standardvoorzitter Roland Duchâtelet. Maar omdat Sint-Truiden naast de promotie naar eerste klasse greep, maakte Luzon uiteindelijk de overstap naar Standard. Hij volgde er de Roemeen Mircea Rednic op. Luzon werkte wel eerst nog het EK -21 in Israël af als bondscoach.
Op 20 oktober 2014 stapte hij zelf op als coach van Standard Luik. Hij werd in januari 2015 aangesteld als coach van Charlton Athletic. Hier kreeg hij in oktober van datzelfde jaar zijn ontslag.